# Tachyempis nervosa
Tachyempis nervosa är en tvåvingeart som beskrevs av Axel Leonard Melander 1927. Tachyempis nervosa ingår i släktet Tachyempis och familjen puckeldansflugor.
Artens utbredningsområde är Kalifornien. Inga underarter finns listade i Catalogue of Life.